# Röten (Landschaft)
Röten (schwedisch röta = Fäulnis) ist die Bezeichnung für kleine flache Vertiefungen im Bereich der Salzwiesen vorwiegend an der nicht durch Gezeiten beeinflussten südlichen Ostseeküste. Die Röten sind im Winter und Frühling gewöhnlich mit Meerwasser gefüllt. Dieses beginnt sich im Sommer stark zu erwärmen und zu verdunsten, wodurch enthaltenes Leben abstirbt und in Fäulnis übergeht. Der schließlich trockene Boden ist rissig und kahl, teilweise zeigen sich Salzausblühungen. Bereiche mit zahlreichen Röten sind der Lebensraum weniger salztoleranter Pflanzen. Die niedrige Vegetation macht rötenreiche Salzwiesen zum bevorzugten Aufenthaltsgebiet einiger Watvogelarten.